# Hotchkiss AD
La AD è un'autovettura di lusso prodotta tra il 1913 ed il 1914 dalla Casa automobilistica franco-statunitense Hotchkiss.

## Profilo
Era una vettura di gran lusso, nata per contrastare vetture come la Renault Type DO nel settore delle vetture tra i 5 ed i 6 litri di cilindrata.

Era una limousine piuttosto elegante, che montava un motore a 4 cilindri da ben 5699 cm³. La potenza massima erogabile era di 55 CV a 1200 giri/min. Il cambio era manuale a 4 marce e la trazione era posteriore. La velocità massima era di 85 km/h.